# Saint-Paul (Corrèze)
Saint Paul (Sent Paul auf Okzitanisch) ist eine französische Gemeinde mit 237 Einwohnern (Stand 1. Januar 2022) im Département Corrèze in der Region Nouvelle-Aquitaine. Die Gemeinde ist Mitglied des Gemeindeverbandes Tulle Agglo.

## Geografie
Die Gemeinde liegt im Zentralmassiv. Tulle, die Präfektur des Départements, befindet sich gut 20 Kilometer nordwestlich.

## Wappen
Beschreibung: In Blau ein silbernes Schildhaupt mit zwei schwarzen Merletten.

## Nachbargemeinden
Nachbargemeinden von Eyrein sind Espagnac im Norden, Gumond im Nordosten, Champagnac-la-Prune im Südosten, Saint Sylvain im Süden, Forgès im Südwesten, Lagarde-Marc-la-Tour mit Marc-la-Tour im Westen sowie Pandrignes im Nordwesten.

## Einwohnerentwicklung

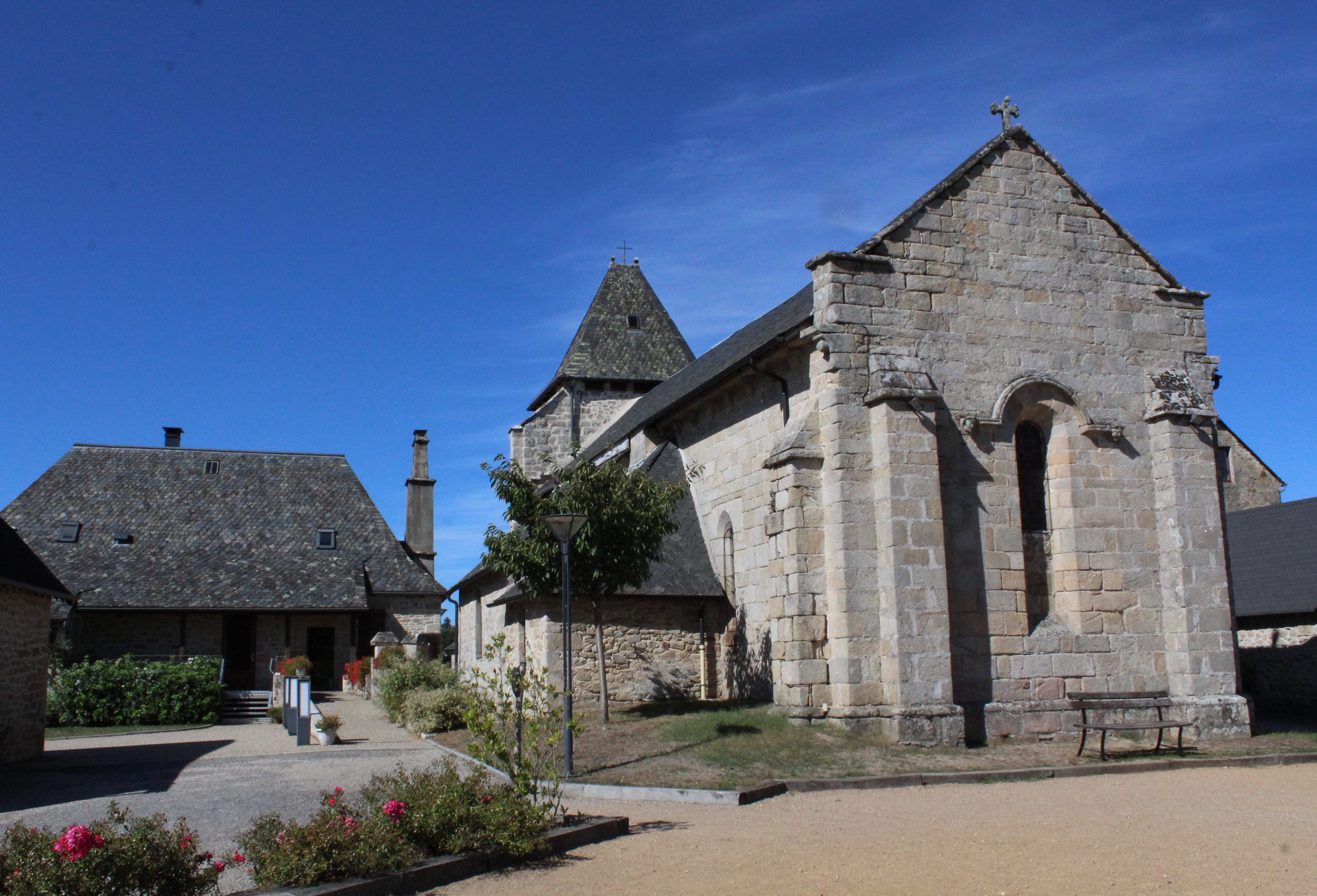
Kirche Saint-Paul

| Jahr      | 1962 | 1968 | 1975 | 1982 | 1990 | 1999 | 2007 | 2016 |
| Einwohner | 288  | 310  | 259  | 232  | 236  | 238  | 231  | 212  |